# Giuseppe Trischitta

Giuseppe Trischitta immortalato con una nipotina nel 1928

Giuseppe Trischitta-Mangiò (Messina, 20 febbraio 1855 – Furci Siculo, 25 maggio 1931) è stato un filologo, storico, poeta e lessicologo italiano, autore di un vocabolario della lingua siciliana.

## Biografia

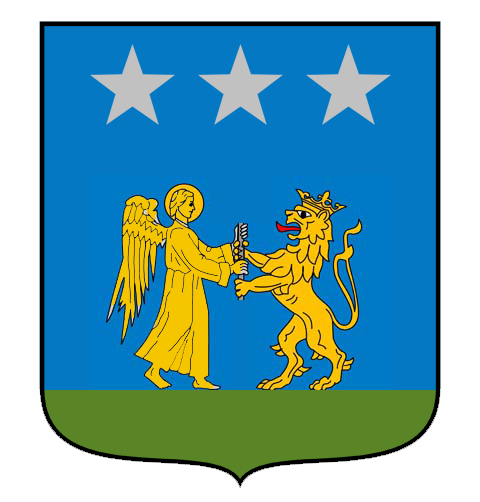
Stemma della famiglia Trischitta

Nacque a Messina nel 1855 dall'avvocato Vincenzo Trischitta-Nicòtina (1818-1862) e da Laura Mangiò (1830-1896), entrambi nativi di Savoca e appartenenti al ceto aristocratico e latifondista. Il casato dei Trischitta, ricco e potente fin dal XV secolo, era al centro della vita politica ed economica della città di Savoca e dintorni, possedeva vaste proprietà agrarie e urbane nei comuni di Savoca, Santa Teresa di Riva, Furci Siculo e Casalvecchio Siculo. 
Il padre di Giuseppe Trischitta aveva uno studio legale in Messina, in via San Filippo Bianchi, mentre il nonno paterno, il notaio Luigi Trischitta-Trimarchi (1784-1858), uomo politico coinvolto nei Moti del 1821 e nella Rivoluzione siciliana del 1848, aveva più volte ricoperto la carica di sindaco di Savoca nella prima metà del XIX secolo; uno dei fratelli del Trischitta, il notaio Luigi Trischitta-Mangiò (1848-1915), sarebbe diventato sindaco di Santa Teresa di Riva dal 1882 al 1889.
Giuseppe Trischitta visse gli anni dell'infanzia tra Messina, Santa Teresa di Riva e Savoca. Nell'ottobre 1862 il padre venne misteriosamente assassinato nei pressi del villaggio di Misserio; la famiglia Trischitta-Mangiò si ritirò per un lungo periodo a Messina, senza tornare nei paesi d'origine.
Fu proprio in quegli anni che Giuseppe Trischitta ricevette una robusta e accurata formazione letteraria, storica e scientifica.
Raggiunta l'età adulta, il Trischitta si trasferì nuovamente a Furci Siculo, allora quartiere del comune di Santa Teresa di Riva e, iniziò a dedicarsi allo studio lessicografico approfondito della lingua siciliana; tali ricerche occuparono circa quaranta anni della sua vita.
Le sue ricerche vennero sommamente apprezzate da Giuseppe Pitrè, che fece nominare il Trischitta membro della Società siciliana di storia patria.
Il Trischitta, dimenticato dal mondo scientifico, si spense nella sua casa di Furci Siculo all'età di 76 anni, nel 1931.

## Attività letteraria e storica
Nel 1918 si dedicò alla stesura di un volume dattiloscritto titolato Cenni storici su Savoca che trattava della storia della città dei suoi avi dall'età bizantina alla seconda metà del XIX secolo.
Nel 1925 iniziò a pubblicare la sua opera principale: il Vocabolario Siciliano-Italiano, costituito da più di seimila pagine manoscritte, ove accanto ad ogni vocabolo sono riportati i modi di dire ed i proverbi di riferimento. Purtroppo, pochi mesi dopo, la pubblicazione dell'opera si interruppe poiché la Società Editrice Settimo Sodano & Co. dichiarò fallimento. Tale evento addolorò enormemente il Trischitta, lo si apprende dallo stesso autore, quando con grande mestizia, ormai alla fine della sua vita, così scrive: "questo lavoro compilato con il sangue della mia anima, mi sconforta vederlo cadere nel vuoto con disconoscimento del gran pubblico".
Nel corso della sua vita, il Trischitta si dedicò alla composizione di poesie satiriche in lingua siciliana con le quali si divertiva a canzonare i suoi concittadini di Furci e Savoca.
Aveva una conoscenza impressionante dei pesci e degli uccelli, era soprannominato u cardiddaru e scrisse un trattato sulla pesca praticata a Santa Teresa di Riva e dintorni.
Solamente negli ultimi anni l'opera del Trischitta è stata riscoperta e rivalutata; infatti è stata riconosciuta la maggiore sensibilità di fronte a certi problemi dell'ortografia del dialetto, l'approfondimento del valore semantico della parola, e il senso del valore vivo della parola come elemento significante ed espressivo, che gli ha fatto avvertire l'esigenza di animare costantemente il vocabolo isolato inserendolo nella struttura vitale della frase e dell'esempio.
Il Vocabolario Siciliano-Italiano del Trischitta è ora in possesso della Facoltà di Lettere dell'Università di Catania, moltissimi termini da lui adoperati sono significativamente inseriti nel monumentale Vocabolario siciliano di Giorgio Piccitto e Giovanni Tropea, pubblicato in cinque volumi a cura del Centro di studi filologici e linguistici siciliani.

## Opere
- Vocabolario Siciliano-Italiano, Società editrice Settimo Sodano & Co., 1925
- Cenni storici su Savoca, 1918, (inedito)
- Trattato sulla pesca in Sicilia, 1920, (inedito)
- Versi satirici in lingua siciliana composti dal 1890 in avanti.